# Paralaevicephalus
Paralaevicephalus är ett släkte av insekter. Paralaevicephalus ingår i familjen dvärgstritar.
Kladogram enligt Catalogue of Life:
| Paralaevicephalus | \| \| Paralaevicephalus gracilipenis \| \| \| \| \| \| Paralaevicephalus longistylus \| \| \| \| \| \| Paralaevicephalus nigrifemoratus \| \| \| \| \| \| Paralaevicephalus prima \| \| \| \| |
|                   | \| \| Paralaevicephalus gracilipenis \| \| \| \| \| \| Paralaevicephalus longistylus \| \| \| \| \| \| Paralaevicephalus nigrifemoratus \| \| \| \| \| \| Paralaevicephalus prima \| \| \| \| |
|                   | Paralaevicephalus gracilipenis |
|                   | |
|                   | Paralaevicephalus longistylus |
|                   | |
|                   | Paralaevicephalus nigrifemoratus |
|                   | |
|                   | Paralaevicephalus prima |
|                   | |